# Tutta la terra desidera il Tuo volto
Tutta la terra desidera il Tuo volto è un saggio del sacerdote cattolico e teologo Luigi Giussani, fondatore del movimento Comunione e Liberazione, pubblicato dalle Edizioni San Paolo nel 2000.

## Storia editoriale

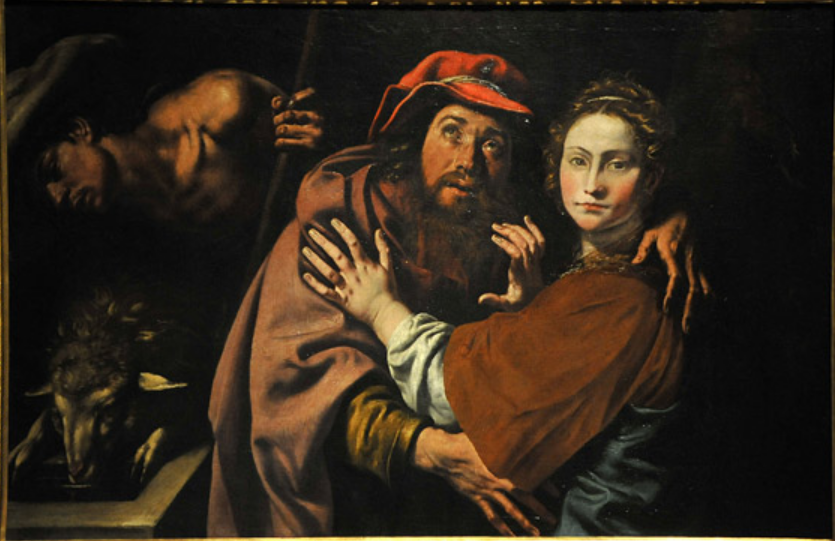
Un particolare del dipinto Giacobbe e Rachele del 1625 del pittore piemontese Tanzio da Varallo conservato presso la Galleria Sabauda di Torino è stato usato per la copertina della prima edizione di Tutta la terra desidera il Tuo volto

Il volume contiene il commento di Giussani a preghiere e canti della tradizione giudaico-cristiana e della tradizione classica (canti gregoriani, trappisti e di autori cristiani) durante incontri e momenti comuni e in particolare durante i raduni coi Memores Domini. I testi furono scelti e organizzati dalla curatrice Milene Di Gioia che era stata, negli anni cinquanta, una delle prime allieve del sacerdote brianzolo al Liceo Berchet di Milano. I due non si erano più incontrati per quasi quarant'anni, fino alla realizzazione di Tutta la terra desidera il Tuo volto e di Che cos'è l'uomo perché te ne curi?, un altro titolo pubblicato nello stesso periodo da San Paolo.

## Edizioni
- Luigi Giussani, Tutta la terra desidera il Tuo volto, a cura di Milene Di Gioia, 1ª ed., Cinisello Balsamo, Edizioni San Paolo, 2000,  p. 232, ISBN 88-215-4190-8.
- Luigi Giussani, Tutta la terra desidera il Tuo volto, a cura di Milene Di Gioia, 2ª ed., Cinisello Balsamo, Edizioni San Paolo, 2015,  p. 210, ISBN 978-88-215-9500-4.